# Ronald Goldman
Ronald Lyle "Ron" Goldman (Chicago, 2 de julio de 1968 - Los Ángeles, 12 de junio de 1994) fue un camarero estadounidense y aspirante a modelo. Fue asesinado junto a Nicole Brown Simpson, exesposa de O. J. Simpson, un actor y jugador de fútbol estadounidense. El caso O. J. Simpson fue descrito como el "juicio del siglo". Aunque Simpson fue absuelto tras el controvertido proceso penal, posteriormente fue declarado civilmente responsable por la muerte de Goldman y su exesposa en un juicio civil en 1997.

## Primeros años
Ronald Goldman creció en Buffalo Grove (Illinois), en una familia de origen judío. Sus padres se divorciaron cuando tenía seis años, por lo que fue criado por su padre, Fred Goldman. Su madre era Sharon Rufo (nacida Fohrman). Asistió a la escuela secundaria en Adlai E. Stevenson High School de Lincolnshire (Illinois). Fue un estudiante en la Universidad Estatal de Illinois durante un semestre y tuvo un compromiso con la fraternidad Sigma Nu antes de mudarse con su familia a California. Mientras vivía en Los Ángeles, asistió al Pierce College. Se había estado manteniendo por sí mismo como camarero e instructor de tenis. De acuerdo a un libro autorizado por algunos miembros de su familia, titulado His Name is Ron, antes de trabajar en el restaurante Mezzaluna, Goldman trabajó con pacientes de parálisis cerebral. También fue un ávido practicante de Karate, obteniendo su tercer título de cinturón negro en la disciplina. Goldman fue un concursante del programa Studs en 1992.

## Muerte
En el momento de su asesinato, Goldman estaba trabajando como camarero en Mezzaluna Trattoria, un restaurante ubicado en el 11750 del San Vicente Boulevard de Los Ángeles. Nicole Brown Simpson, una amiga de Goldman y la exesposa de O. J. Simpson, había llamado para informar que su madre Juditha Brown había dejado accidentalmente sus gafas en la mesa. Después de una búsqueda rápida, fueron descubiertas en la cuneta fuera del restaurante. Aunque Goldman no había servido en la mesa de Nicole, aceptó llevarlas a su hogar después de trabajar. Algunos autores, incluyendo a Gerry Spence y el detective Mark Fuhrman, han citado este hecho como evidencia que Brown y Goldman eran amantes. Goldman le dijo a sus amigos que era solo amigo de Brown.
Antes de devolver las gafas, Goldman se detuvo en su apartamento, ubicado en el 11663 de Gorham Avenue en Brentwood, para cambiarse de ropa y posiblemente tomarse una ducha. Cuando llegó a la casa de Nicole en el 875 de South Bundy Drive, fue asesinado junto a ella en el pasillo exterior que conduce a la residencia, a unas pocas semanas antes de cumplir 26 años. Durante una reconstrucción de los eventos, la policía cree que él llegó durante o poco después del asesinato de Brown y que fue asesinado a puñaladas en el proceso.
O. J. Simpson fue acusado y juzgado por ambos asesinatos. En octubre de 1995, después de un juicio público que duró cerca de ocho meses, Simpson fue declarado no culpable de ambos asesinatos. En un juicio civil de 1997, un jurado lo encontró culpable por la muerte de Goldman y otorgó 33,5 millones de dólares en daños y perjuicios a la familia Goldman.

## Libro de Simpson
Los derechos del libro de O. J. Simpson (If I Did It), un relato en primera persona de como él habría cometido los asesinatos si hubiera admitido su cometido, se concedieron a la familia Goldman en agosto de 2007. La familia recibió los beneficios del libro en 2007 como parte del pago fijado por un jurado, de 33,5 millones de dólares, contra el exfutbolista, que había tratado de reunir durante más de una década. Los Goldman son propietarios de los derechos de autor, los derechos audiovisuales, y derechos de películas. También adquirieron el nombre de Simpson, imagen, historia de vida y derecho de publicidad en relación con el libro. de acuerdo a los documentos judiciales. Después de renombrar el libro a I Did It: Confessions of the Killer, los Goldman lo publicaron en septiembre de 2007 a través de Beaufort Books. En días se convirtió en un éxito de ventas.

## Fundación
La familia Goldman contribuyó con una parte del producto de If I Did It para la Fundación Ron Goldman por la Justicia. La fundación otorga donaciones para múltiples organizaciones y programas que proporcionan recursos a víctimas y supervivientes de crímenes violentos.